# Office français de recherches sous-marines
L'office français de recherches sous-marines, abrégé en OFRS, puis centre d’études marines avancées, abrégé en CEMA, à partir de 1962, est une association consacrée à l'exploration sous-marine.
Elle est créée en 1952. André Laban en est le directeur de 1956 à 1966. 
Dans les années 1950, elle participe à l'exploration de l'exsurgence de Port-Miou et à celle de la fontaine de Vaucluse,.

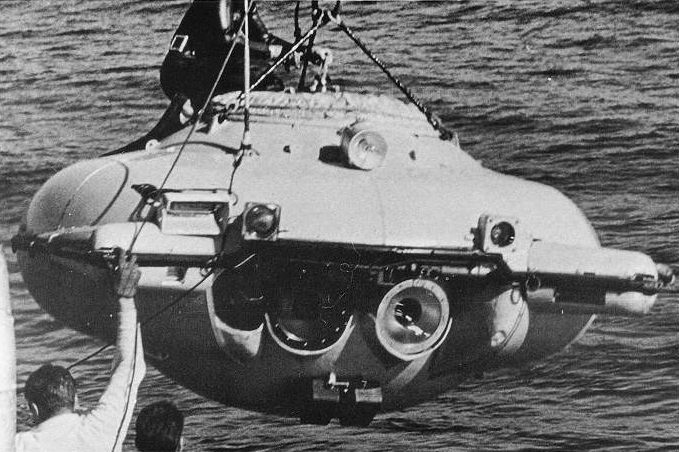
La soucoupe plongeante SP-350.

À partir de 1956, l'OFRS étudie la mise au point de submersibles à visée scientifique. En 1959, il construit le SP-350 pour Jacques-Yves Cousteau.
En 1962, il participe au projet Précontinent I de Jacques-Yves Cousteau.
De 1968 à 1972, le Centre d'études marines avancées collabore avec le Centre national pour l'exploitation des océans.
En 2001, est abrogé le décret de 1969 qui avait reconnu le CEMA comme établissement d'utilité publique.